# Thuận Bình, Bảo Định
Thuận Bình (chữ Hán giản thể: 顺平县, âm Hán Việt: Thuận Bình huyện) là một huyện thuộc địa cấp thị Bảo Định, tỉnh Hà Bắc, Cộng hòa Nhân dân Trung Hoa. Huyện này có diện tích 714 ki-lô-mét vuông, dân số 300.000 người. Mã số bưu chính là 072250. Chính quyền huyện đóng ở trấn Bồ Dương. Về mặt hành chính, huyện Thuận Bình được chia thành 3 trấn, 6 hương. 
- Trấn: Bồ Dương, Tây Diễn, Bàng Khẩu.
- Hương: Hình Gia Nam, Long Hóa, Phổ Trang, Tiểu Vương Quả Trang, Bồ Khẩu, Bàng Gia Tả.